# 국립공주대학교 사범대학 부설중학교
국립공주대학교 사범대학 부설중학교(國立公州大學校 師範大學 附設中學校)는 대한민국 충청남도 공주시 반죽동에 있는 국립 중학교이다.

## 학교 연혁
- 1953년 2월 1일 : 공주사범대학 부속중학교 설립 인가(9학급)
- 1953년 4월 15일 : 개교식 거행(남자 2학급, 여자 1학급)
- 1955년 12월 29일 : 공주사범대학 부속중학교를 부속고등학교로 개편 인가(3학급)
- 1961년 12월 8일 : 공주사범대학부속학교 재개설 인가
- 1963년 3월 1일 : 부속중학교 학칙 개정 (남 3학급, 여 3학급)
- 2001년 3월 2일 : 공주대학교사범대학부설중학교로 교명 변경
- 2007년 3월 1일 : 부설중학교 학칙 개정(남자 3, 여자 3, 특수 1학급)
- 2012년 12월 30일 : 선진형 교과교실제 구축(봉황관으로 이전)
- 2025년 1월 10일 : 제65회 졸업식(2개반 57명) 총 졸업생 수 6,117명
- 2025년 3월 1일 : 20대(중학교 3대) 오동상 교장 부임
- 2025년 3월 4일 : 제68회 입학식(2개반 55명)

## 참고 자료
- 국립공주대학교 사범대학 부설중학교 - 한국교육학술정보원 학교알리미